# Jeffrey Leiwakabessy
Jeffrey Leiwakabessy est un footballeur néerlandais né le 23 février 1981 à Elst (Pays-Bas). Il évolue au poste d'arrière gauche au sein du NEC Nimègue.

## Palmarès
- Championnat de Chypre
  - Vice-champion en 2010 (Anorthosis Famagouste).